# Salagedang (Cibeber)
Salagedang is een bestuurslaag in het regentschap Cianjur van de provincie West-Java, Indonesië. Salagedang telt 6865 inwoners (volkstelling 2010).